# Giovanni Battista Caviglia
Pour les articles homonymes, voir Caviglia.
Giovanni Battista Caviglia, né en 1770 à Gênes et mort le 7 septembre 1845 à Paris, est un navigateur, explorateur et égyptologue italien. Il est l’un des pionniers de l’archéologie égyptienne de son temps, en particulier dans les fouilles du Sphinx de Gizeh près du Caire.

## Biographie
Jusqu'à ses 75 ans, Caviglia voyage dans tout le bassin méditerranéen. Lors de ses expéditions en Égypte, il découvre quelques-uns des monuments célèbres de l'Égypte antique.
Caviglia commence sa carrière en mer comme capitaine puis en tant qu’explorateur. Il laisse son navire amarré à Alexandrie, et offre ses services à divers collectionneurs ; la plupart de ses fouilles ont été effectuées au nom du consul général britannique Henry Salt. 
En 1816, il décrit la pyramide de Khéops où il fait d’importantes découvertes, dont le couloir descendant plein de déblais, le fond du puits du service et la salle souterraine inachevée. 
En 1817, Salt engage Caviglia pour désensabler le sphinx de Gizeh, érodé par le sable qui s'amoncelle constamment : plusieurs fois, le Sphinx a dû être désensablé ; pour répondre à la commande du dieu qui lui serait apparu en rêve, Thoutmôsis IV le fait désensabler, puis Ramsès II autour de -1300. Il a par la suite été fouillé sous l'empereur romain Marc Aurèle en 160. Giovanni Caviglia est le suivant à y creuser, ce qui lui valut beaucoup de prestige dans le monde de l'égyptologie. Alors qu'il recherchait une entrée dans la structure, il découvre la chapelle du sphinx. Plus tard cette même année, il trouve accidentellement des fragments de la barbe de cérémonie du Sphinx, qu'il vend au British Museum en 1818.
En 1819, il doit suspendre ses recherches.
Après les fouilles effectuées en 1820 pour le compte des Britanniques dans l’ancienne capitale Memphis, située à environ vingt kilomètres au sud du Caire, Caviglia fait la découverte du colosse de Ramsès II dans une position couchée, une énorme statue de calcaire trouvée près de la porte sud du temple de Ptah, près du village de Mit Rahina. Offert par l’égyptologue Ippolito Rosellini, Léopold II de Toscane le refuse en raison de difficultés et des coûts de transport.
Après cela, le pacha d’Égypte Méhémet Ali le donne au British Museum de Londres, qui à son tour refuse l’offre pour les mêmes raisons.
En 1835, alors que Caviglia avait déjà 65 ans, Richard William Howard Vyse l'embauche comme assistant. En 1836 ils commencent leurs fouilles à Gizeh, puis en 1837 Vyse renvoie Caviglia pour faire équipe avec John Shae Perring. La recherche est réalisée en utilisant la poudre noire dans les pyramides de Khéops et de Mykérinos. Durant ses fouilles, Caviglia rouvre une passerelle envahie de poussière de sable, reliant la grande galerie et le couloir ascendant, ouvrant l'accès vers la chambre de la reine, dans la grande pyramide. Cela l'amène à y poursuivre des fouilles, croyant qu'il pourrait découvrir un trésor dans la chambre du roi. Utilisant de la poudre noire, il ouvre une brèche dans le côté droit ouest dans l'antichambre, le passage sous forme de sape qui mène au conduit nord de la chambre du roi.
Caviglia passe les dernières années de sa vie à Paris, où il meurt le 7 septembre 1845 à l’âge de 75 ans.